# Lorca Deportiva Club de Fútbol
El Lorca Deportiva Club de Fútbol fou un club de futbol espanyol de la ciutat de Llorca.

## Història
El club es fundà el 2002 després de la desaparició del Lorca CF. El club va jugar diverses temporades a segona divisió.
Evolució dels principals clubs de Llorca:
- Lorca Foot-ball Club (1901-1928)
- Unión Deportiva Lorquina (1922-1924)
- Lorca Sport Club (1928-1932)
- Club Deportivo Lorca (1933-1935) → Lorca Fútbol Club (1935-1941) → Lorca Club de Fútbol (1941-1946)
- Club Deportivo Lorca (1950-1966)
- CF Lorca Deportiva (1969-1994)
- Lorca Promesas CF (1986-1994)
- Lorca Club de Fútbol (1994-2002)
- Lorca Deportiva CF (2002-2011) → Lorca Deportiva Olímpico (2011-2012)
- Sangonera Atlético CF (1996-2010) → Lorca Atlético CF (2010-2012)
- La Hoya Deportiva CF (2003-2010) → La Hoya Lorca CF (2010-2017) → Lorca FC (2017-2022)
- Club de Fútbol Lorca Deportiva (2012-)

## Presidents
| Inici              | Final              | President              |
| ------------------ | ------------------ | ---------------------- |
| 20 de juny de 2002 | 1 d'agost de 2008  | Antonio Baños Albacete |
| 1 d'agost de 2008  | 12 d'agost de 2010 | Manuel Muñoz Carrillo  |
| 12 d'agost de 2010 | 19 d'abril de 2012 | Juan Segura Díaz       |

## Trajectòria
| Temporada | Categoria        | Posició | Copa del Rei | Promoció  | Copa RFEF | Copa FFRM |
| --------- | ---------------- | ------- | ------------ | --------- | --------- | --------- |
| 2002/03   | Tercera Divisió  | 1r      | -            | Ascens    | 1/8       | Campió    |
| 2003/04   | Segona Divisió B | 2n      | 2a Ronda     | 4t Grup B | -         | -         |
| 2004/05   | Segona Divisió B | 4t      | 1/8          | Ascens    | -         | -         |
| 2005/06   | Segona Divisió   | 5è      | 1a Ronda     | -         | -         | -         |
| 2006/07   | Segona Divisió   | 21è     | 1a Ronda     | -         | -         | -         |
| 2007/08   | Segona Divisió B | 11è     | 1a Ronda     | -         | 1/16      | -         |
| 2008/09   | Segona Divisió B | 2n      | -            | 2a Ronda  | -         | -         |
| 2009/10   | Tercera Divisió  | 3r      | 1a Ronda     | 1a Ronda  | Finalista | -         |
| 2010/11   | Tercera Divisió  | 20è     | -            | -         | -         | -         |

## Entrenadors
| Inici                  | Final                  | Entrenador                        |
| ---------------------- | ---------------------- | --------------------------------- |
| 20 de juny de 2002     | 19 de gener de 2002    | Benigno Sánchez Yepes             |
| 20 de gener de 2002    | 20 de desembre de 2004 | Enrique Yagüe Nieto               |
| 21 de desembre de 2004 | 19 de juny de 2006     | Unai Emery Etxegoien              |
| 1 de juliol de 2006    | 18 de desembre de 2006 | José Aurelio Gay López            |
| 19 de desembre de 2006 | 21 de desembre de 2006 | Leonardo López Jiménez (interí)   |
| 23 de desembre de 2006 | 26 de febrer de 2007   | José María Salmerón Morales       |
| 27 de febrer de 2007   | 18 de juny de 2007     | Víctor Manuel Basadre Orozco      |
| 1 de juliol de 2007    | 19 de maig de 2008     | Miguel Álvarez Jurado             |
| 9 de juliol de 2008    | 19 d'octubre de 2008   | Carlos Gabriel Correa Viana       |
| 20 d'octubre de 2008   | 10 de novembre de 2008 | Joaquín Vigueras Cánovas (interí) |
| 11 de novembre de 2008 | 30 de juny de 2009     | Roberto Aguirre García            |
| 20 d'agost de 2009     | 24 de maig de 2010     | Julio Algar Pérez-Castilla        |
| 25 d'agost de 2010     | 22 d'octubre de 2010   | Roberto Bianchi Peliser           |

## Palmarès
- Tercera Divisió (1): 2002-03
- Trofeu Playa y Sol (2): 2004 i 2006